# Pseudhecyra albofasciata
Pseudhecyra albofasciata là một loài bọ cánh cứng trong họ Cerambycidae.